# George Armitage Miller
George Armitage Miller (Charleston, Nyugat-Virginia, 1920. február 3. – Plainsboro, New Jersey, 2012. július 22.) amerikai pszichológus, legtöbbet idézett munkája a rövidtávú memóriához kapcsolódó "The Magical Number Seven, Plus or Minus Two", vagyis A bűvös hetes szám, plusz/mÍnusz kettő, ami a Psychological Review-ban jelent meg 1956-ban. Ebben a tanulmányában fejti ki az emberi rövidtávú emlékezet hét egységű kapacitását, ami mind a betűkre, mind a számokra, szavakra, képekre, vagy bármilyen értelmes, ismerős elemre kiterjedhet.

## Élete és munkássága
Az alabamai egyetemen hallgatott először pszichológiát, később itt is maradt pszichológia-tanárként. 1942-ben pszichológiaoktatója meggyőzte, hogy menjen el a Harvardra és dolgozzon E. G. Boring és S. S. Stevens nyelvi laboratóriumában. A Harvardon elfogadták szakdolgozatként a hadseregnek készített munkáját a zavaró jelekről. Miután befejezte tanulmányait, továbbra is a Harvardon maradt 1951-ig, és részt vett olyan munkákban, mint a matematikai pszichológia útnak indítása. Két évet töltött az MIT-n, ahol laboratóriumot és kutatási programot alapított a beszédpercepcióról, majd visszatért a Harvardra.

## A mágikus hetes szám
Miller tovább dolgozott a matematikai információelmélet és az emberi kommunikáció határmezsgyéjén. Első híres cikke a The Magical Number Seven, Plus or Minus Two: Some Limits on Our Capacity for Processing Information, vagyis A mágikus hetes szám, plusz-mínusz kettő: információ-feldolgozó képességünk határai (1956). Központi témája a rövidtávú memória átlagos kapacitása, amit 7 egységre tett, plusz/mínusz 2. Az egység más néven chunk, vagy rönk, az úgynevezett információegység, mely független az egység méretétől.
Ezt a mágikus hetes számot későbbi vizsgálatok már kisebbre saccolják, a mai általános nézet 5 egységet tart alapvetőnek. A "chunking" ma is élő fogalom a tanulás menetében. A chunking módszer lényege, hogy az információt apró, kis ”falatokra” osztja, így az agy jobban fel tudja dolgozni az új ismereteket. Az online tanulási módszerek nagy hasznát veszik az elméletnek, hiszen ilyenformán fontos a megfelelő felosztás, mert nincs tanár, aki kontrollálhatná a tanulandó anyag mennyiségét.

## A munkamemória alkalmazásai
A 7+/-2-es törvényszerűség kultúrától függetlenül igaz minden emberre. A pszichológusok az egyes emberekre jellemző értékeket munkamemória-tesztekkel veszik föl, ilyenek a szóterjedelem, a számterjedelem teszt, amik mind a rövidtávú memóriát tesztelik. Ezekben a személyeknek a bemutatott vagy felolvasott számokat, vagy szavakat kell a megadott sorrendben visszaidézni. A tempó kellően gyors ahhoz, hogy a hallott/látott információ ne épülhessen be a hosszútávú memóriába. Érdekessége a dolognak, hogy egymással össze nem függő betűkből is pusztán 7+/-2-t vagyunk képesek megjegyezni, míg értelmes szavakból szintén ugyanennyit. Ez a jelenség a tömbösítésnek köszönhető, amire a hosszú távú emlékezetünk segítségével vagyunk képesek.

## Miller további munkássága
1956-ban Miller és Noam Chomsky találkoztak egy információ elméleti szimpóziumon, amit a MIT-en tartottak. 1957-től a két férfi számos munkában együttműködött. Miller tagja volt a stanfordi Center of the Behavioral Sciences-nek (A magatartás-tanulmányok vizsgálati központja).
1960-ban jelent meg könyve Galanterrel és Pribrammal, Plans and the Structure of Behavior, vagyis A magatartási tervek és struktúrák címen, mely talán az egyik legjellegzetesebb műve a kognitív forradalomnak. Ugyanebben az évben visszatért a Harvardra, és Brunerrel 1962-ben megalapította a harvardi kognitív központot, a Center for Cognitive Studies (Kognitív tanulmányok központja).
Később a harvardi pszichológia tanszék vezetője lett, majd otthagyta a Harvardot, és a Rockefeller egyetemen kezdett dolgozni, ahol több mint egy évtizedig munkálkodott. A nyelv és a gondolkozás tágabb kérdései felé fordult, 1976-ban megjelent Language and Perception című könyve, mely a nyelvi információk tárolásával kapcsolatos. 1979-ben Princetonba költözött, ahol 1986-ban megalapította a Princetoni kognitív tudományok laboratóriumát.

## Manapság
Máig is aktívan kutat, 1985-től szerkeszti és bővíti a WordNet nevű alkalmazást, ami eredetileg az angol nyelv számítógépes értelmező szótárának készült, amelynek kettős célja: egyrészt a szótár és a szinonimatár funkciók kombinálásával jól használható nyelvi lexikon, másrészt támogatni az automatikus szövegelemzést és a mesterséges intelligencia-alkalmazásokat. Főneveket, igéket, mellékneveket és határozószavakat szervez kognitív szinonima halmazokba. 2006-ra ez az adatbázis 150000 szót, több mint 115000 szinonimacsoportot és 207000 szójelentést tartalmazott, amely tömörítve 12 MB méretű, bárki ingyenesen letöltheti, sőt, interaktívan is böngészhető. A WordNet szerkezet kiválóan alkalmas természetes nyelvi feldolgozásra és számítógépes nyelvészethez. Ma már létezik EuroWordNet is, ami egy többnyelvű adatbázis számos európai nyelvre (eredetileg holland, olasz, spanyol, német, francia, cseh és észt) lefordítva, és ugyanolyan elvekre épül és hasonló struktúrával rendelkezik, mint az előzőekben említett amerikai WordNet.